# Potalia elegans
Potalia elegans là một loài thực vật có hoa trong họ Long đởm. Loài này được Struwe & V.A.Albert miêu tả khoa học đầu tiên năm 1998.